# 광영여자고등학교
광영여자고등학교(光榮女子高等學校)는 대한민국 서울특별시 양천구 신월동에 위치한 사립 고등학교

## 학교 연혁
- 1982년 11월 29일 : 학교법인 광영학원 설립 인가
- 1984년 9월 1일 : 교사 신축공사 준공
- 1984년 12월 17일 : 광영여자고등학교 설립 인가(30학급)
- 1985년 2월 14일 : 초대 손광수 교장 취임
- 1985년 3월 6일 : 개교, 제1회 신입생 580명 입학
- 1986년 9월 30일 : 특별교실 증축(1,809m2)
- 1988년 2월 12일 : 제1회 졸업식(556명)
- 1989년 6월 10일 : 광영문화관 준공(3,390m2)
- 2002년 2월 28일 : 한울관 준공(1,745m2)
- 2009년 2월 11일 : 급식실 및 식당 준공(1,037m2)
- 2021년 1월 14일 : 제34회 졸업식(314명)
- 2021년 3월 2일 : 제10대 교장 최규윤 취임
- 2021년 3월 2일 : 신입생 252명 입학

## 참고 자료
- 광영여자고등학교 - 한국교육학술정보원 학교알리미